# Rose Byrne
Mary Rose Byrne (sinh ngày 24 tháng 7 năm 1979) là một nữ diễn viên người Úc. Cô ra mắt lần đầu tiên với một vai nhỏ trong phim Dallas Doll (1994). Năm 2000, cô thủ vai chính trong phim Úc The Goddess of 1967 - bộ phim đã mang về cho cô giải Nữ diễn viên xuất sắc nhất tại liên hoan phim Venice. Năm 2011, cô diễn xuất trong nhiều phim thành công về thương mại như Insidious, X-Men: First Class và Bridesmaids.

## Tiểu sử

### Thời niên thiếu
Byrne sinh tại Balmain, ngoại ô của thành phố Sydney, New South Wales, Úc. Cô thuộc dòng dõi người Ireland và Scotland. Mẹ là Jane, một nhà quản lý trường tiểu học, cha là Robin Byrne, một nhà thống kê và nghiên cứu thị trường nửa nghỉ hưu. Cô học trường công lập Balmain, rồi trường cao trung Hunters Hill, sau đó theo học trường Bradfield Senior College ở Crows Nest.
Cô có một anh trai, George, cùng 2 chị gái, Alice và Lucy. Cô bắt đầu theo học các lớp diễn xuất khi 8 tuổi, ở Nhà hát Tuổi trẻ Úc và cũng học ở Đại học Sydney. Năm 1999 Byrne học diễn xuất ở Đoàn kịch Atlantic do David Mamet và William H. Macy hướng dẫn. Trong gia đình và giới thân cận của gia đình, cô có tên là Chabs, gọi theo tên con mèo Chablis (đặt theo tên một loại rượu vang được ưa chuộng ở Úc) của cô ở gia đình trong thời niên thiếu.
Cả cha và mẹ của Byrne đều là người vô thần, còn cô tự mô tả mình là một người theo thuyết "bất khả tri" (agnostic).

### Sự nghiệp
Byrne có vai diễn đầu tiên trong phim Dallas Doll, khi 12 tuổi. Cô đã xuất hiện trên nhiều show truyền hình Úc, trong đó có Heartbreak High, Echo Point, và phim Two Hands cùng với Heath Ledger. Cô cũng xuất hiện trên phim The Date, My Mother Frank, và The Goddess of 1967 của Clara Law, nhờ đó cô đoạt Cúp Volpi cho nữ diễn viên xuất sắc nhất tại Liên hoan phim Venezia 2000. Cùng lúc đó, cô xuất hiện trong vai diễn viên khách trong một tập của loạt truyện truyền hình cảnh sát Murder Call. Cô cũng diễn trên sân khấu, đóng vai chính trong vở La Dispute và vở kịch cổ điển Three Sisters của Anton Chekhov tại đoàn kịch Sydney Theatre Company.
Byrne xuất hiện trên băng video nhạc đơn I Miss You của Darren Hayes và đóng vai chính với nhạc sĩ Úc Alex Lloyd trong băng video nhạc đơn Black The Sun của anh ta và chụp hình ở bìa trang trí của EP. Cô cũng xuất hiện trên chương trình quảng cáo truyền hình cho hãng Sony và tái hợp với Alex Lloyd trong băng video nhạc 1000 Miles từ album Distant Light của anh ta. 
Năm 2002, Byrne tới Hollywood đóng vai nhỏ Dormé, người hầu gái cho thượng nghị sĩ Padmé Amidala (do Natalie Portman đóng), trong Star Wars: Tập II - Attack of the Clones của George Lucas. Cùng năm, cô xuất hiện trên City of Ghosts với Matt Dillon.
Năm trước đó, cô đã bay sang Anh để quay phim I Capture the Castle, từ kịch bản chuyển thể của Tim Fywell dựa trên tiểu thuyết cùng tên (năm 1948) của Dodie Smith. Năm 2003 cô đóng vai Rose Mortmain, chị của Cassandra Mortmain (do Romola Garai đóng). Cùng năm, cô đã đóng vai chính trong 3 phim của Úc: The Night We Called It a Day cùng với Melanie Griffith và Dennis Hopper; phim The Rage in Placid Lake với nam ca sĩ Ben Lee (do đó cô được đề cử cho Giải nữ diễn viên chính xuất sắc nhất của Viện phim Úc); và phim Take Away.
Năm 2004, Byrne đóng vai Briseis, nữ giáo sĩ thành Troia, người đã bị Achilles (do Brad Pitt đóng) bắt cóc trong cuộc chiến tranh thành Troy, trong phim sử thi Troy của Wolfgang Petersen, cùng đóng vai chính còn có Eric Bana, Peter O’Toole, Sean Bean và Orlando Bloom. Sau đó cô tái hợp với Peter O'Toole trong loạt phim truyện được hoan nghênh Casanova của đài truyền hình BBC. Byrne xuất hiện với Snoop Dogg trong phim The Tenants của đạo diễn Danny Green, dựa trên tiểu thuyết của Bernard Malamud, và đóng vai chính với Josh Hartnett cùng Diane Kruger trong phim giật gân tâm lý lãng mạn Wicker Park. Phim này cô đóng vai Alex, người phụ nữ đã lôi kéo nhân vật Josh Hartnett để giữ anh ta xa cách người đàn bà mà anh ta yêu.
Năm 2006 Byrne đóng vai Gabrielle de Polastron, nữ bá tước Polignac, một quý tộc Pháp và là bạn của Maria Antonia của Áo, trong phim Maria Antonia của Áo của Sofia Coppola, cùng với Kirsten Dunst, và xuất hiện trong phim The Dead Girl, do Karen Moncrieff đạo diễn. Cô và Sofia Coppola (đạo diễn của phim "Marie Antoinette") đều đóng vai người hầu gái trong Star Wars prequels: Coppola xuất hiện trong tập The Phantom Menace, Byrne trong tập Attack of the Clones.
Năm 2007, cô đóng vai Cassie, viên phi công trong phim khoa học viễn tưởng hồi hộp của Danny Boyle là phim Sunshine,, vai Scarlett Ross, một sĩ quan quân y trong phim khoa học viễn tưởng kinh dị 28 Weeks Later của Juan Carlos Fresnadillo, tập phim tiếp theo 28 Days Later của Boyle, và xuất hiện trên phim độc lập Just Buried, một hài kịch đen của Canada do Chaz Thorne viết kịch bản và đạo diễn.
Gần đây, Byrne xuất hiện trên đài truyền hình FX trong loạt phim truyện Damages, đóng vai chính Ellen Parsons,, một luật sư trẻ bị giằng xé giữa ông chủ mới (Glenn Close) và tham vọng của riêng mình
Cô cũng xuất hiện trong The Tender Hook, một phim đen của Úc, cùng với Hugo Weaving.
Byrne đã là bộ mặt của Max Factor từ năm 2004 tới năm 2006 và có tên trong danh sách các người đẹp nhất năm 2007 của tạp chí Who Magazine.
Byrne đã hỗ trợ cơ quan UNICEF của Úc và là thành viên ban giám khảo tropfest năm 2006 và tropfest@tribeca năm 2007. Cô có bằng tốt nghiệp và làm đại sứ cho Studio của các diễn viên trẻ của Viện Kịch nghệ quốc gia (National Institute of Dramatic Art) của Úc. Hiện nay cô được nêu tên là người bảo trợ thứ nhất của Chauvel Cinemas do Liên hoan phim quốc tế Brisbane tặng (tên đặt theo Charles Chauvel để vinh danh ông).
Byrne đã sử dụng nhiều giọng tiếng Anh trong phim của mình: giọng Úc, giọng Anh, giọng Mỹ, và giọng Canada.

### Đời tư
Byrne có quan hệ tình ái với đạo diễn, kiêm người viết kịch bản, kiểm diễn viên người Úc Brendan Cowell trên 5 năm. Trong thời gian quan hệ này, họ thường làm việc xa cách nhau, mỗi người ở một châu lục. Tuy nhiên, Cowell đã dự tính sẽ di chuyển từ Sydney sang cư ngụ ở thành phố New York với Byrne, vì Byrne đang thành công trong loạt phim truyền hình Damages.
Trước kia, cô đã cặp bồ với đạo diễn kiêm tác giả kịch bản người Úc Gregor Jordan, người đã đạo diễn cô trong phim Two Hands. Cô cũng là bạn thân của nhà vô địch môn Jiu-Jitsu: Kyra Gracie.

## Các giải thưởng
Đề cử
- Giải Quả cầu vàng
  - 2008- Giải Quả cầu vàng cho nữ diễn viên đóng vai phụ trong một Series, Mini-Series hoặc phim truyền hình: Damages (2007)
- Giải Movie Extra Filmink
  - 2008- Giải cho nữ diễn viên Úc xuất sắc trong một phim hải ngoại: Sunshine (2007)
- Giải Viện phim Úc
  - 2003- Giải của Viện phim Úc cho nữ diễn viên chính xuất sắc nhất: The Rage in Placid Lake (2003)
- Giải của Hội phê bình phim Úc
  - 2007- Giải của Hội phê bình phim Úc cho nữ diễn viên chính xuất sắc nhất: The Goddess of 1967 (2000)

Đoạt giải
- Viện phim Úc
  - 2007- Giải quốc tế cho nữ diễn viên xuất sắc nhất: loạt phim truyền hình Damages (2007)
- Liên hoan phim Venezia
  - 2000- Cúp Volpi cho nữ diễn viên xuất sắc nhất: phim The Goddess of 1967 (2000)

## Danh mục phim

### Phim
| Năm  | Phim                                       | Vai diễn                                    |
| ---- | ------------------------------------------ | ------------------------------------------- |
| 1999 | Two Hands                                  | Alex                                        |
| 2000 | My Mother Frank                            | Jenny                                       |
| 2000 | The Goddess of 1967                        | BG                                          |
| 2002 | Star Wars Episode II: Attack of the Clones | Dormé                                       |
| 2002 | City of Ghosts                             | Sabrina                                     |
| 2003 | I Capture the Castle                       | Rose Mortmain                               |
| 2003 | The Night We Called It a Day               | Audrey Appleby                              |
| 2003 | The Rage in Placid Lake                    | Gemma Taylor                                |
| 2003 | Take Away                                  | Sonja Stilano                               |
| 2004 | Troy                                       | Briseis                                     |
| 2004 | Wicker Park                                | Alex                                        |
| 2005 | The Tenants                                | Irene Bell                                  |
| 2006 | Marie Antoinette                           | Gabrielle de Polastron, nữ bá tước Polignac |
| 2006 | The Dead Girl                              | Leah                                        |
| 2007 | Sunshine                                   | Cassie                                      |
| 2007 | 28 Weeks Later                             | Major Scarlett Ross                         |
| 2008 | Just Buried                                | Roberta Knickle                             |
| 2008 | The Tender Hook                            | Iris                                        |
| 2009 | Knowing                                    | Diana Wayland                               |
| 2009 | Adam                                       | Beth Buchwald                               |
| 2010 | Get Him to the Greek                       | Jackie Q                                    |
| 2010 | insidious                                  | Renai lambert                               |
| 2015 | Spy                                        | Rayna Boyanov                               |

### Truyền hình
| Năm       | Tên             | Vai diễn        | Ghi chú                 |
| --------- | --------------- | --------------- | ----------------------- |
| 1995      | Echo Point      | Belinda O Conor | vai chính               |
| 1997      | Fallen Angels   | Siobhan         | diễn viên khách (1 tập) |
| 1997      | Wildside        | Heidi Benson    | diễn viên khách (2 tập) |
| 1999      | Big Sky         | Angie           | diễn viên khách (1 tập) |
| 1999      | Heartbreak High | Carly Whitely   | diễn viên khách (3 tập) |
| 2000      | Murder Call     | Sarah Watson    | diễn viên khách (1 tập) |
| 2005      | Casanova        | Edith           | BBC Mini series         |
| 2007–2010 | Damages         | Ellen Parsons   | vai chính               |